# Pylons
Pylons – framework stworzony w Pythonie, służący do szybkiego tworzenia skalowalnych aplikacji internetowych. Od 2010 roku jest w trybie „tylko do konserwacji”. Jego następcą jest web framework Pyramid.

## Cechy Pylons
- pełna zgodność z WSGI(inne języki),
- zbliżony do Ruby on Rails,
- duża elastyczność dzięki możliwości wyboru bibliotek obsługujących określone elementy frameworka,
- obsługa baz danych przez ORM-y SQLAlchemy lub SQLObject(inne języki),
- domyślny system szablonów to Mako (od wersji 0.9.6), lecz można użyć również szablonów Myghty, Kid, Cheetah i innych,
- WebHelpers – zestaw pomocników ułatwiający m.in. tworzenie formularzy oraz efektów opartych na Ajaxie i bibliotekę Scriptaculous,
- mapowanie URL-i do kodu i generowanie URL-i za pomocą Routes.

## Zalety i wady
Pylons jest frameworkiem przeznaczonym do tworzenia wysoce skalowalnych aplikacji w prosty i efektywny sposób. Bazuje na sprawdzonych rozwiązaniach, takich jak system szablonów Mako czy system zarządzania żądaniami Paste i Routes. W porównaniu do Django jest mniej popularny, ma mniej wdrożeń i trudniej o wydzielony Pylons hosting.

## Wdrożenia
Jednym z największych wdrożeń opartych na Pylons w Polsce będzie Zintegrowany System Informacji Archiwalnej ZoSIA Narodowego Archiwum Cyfrowego.